# Whitey Kachan
Edwin John « Whitey » Kachan, né le 15 septembre 1925, mort le 7 mars 1993, est un ancien joueur américain de basket-ball. Il évolue durant sa carrière aux postes d'arrière.

## Palmarès
- Champion NBA 1949